# Большехвостая гигантская белка
Большехвостая гигантская белка, или гигантская белка, или большехвостая ратуфа (лат. Ratufa macroura), — вид грызунов рода гигантские белки (Ratufa). 

## Ареал и места обитания

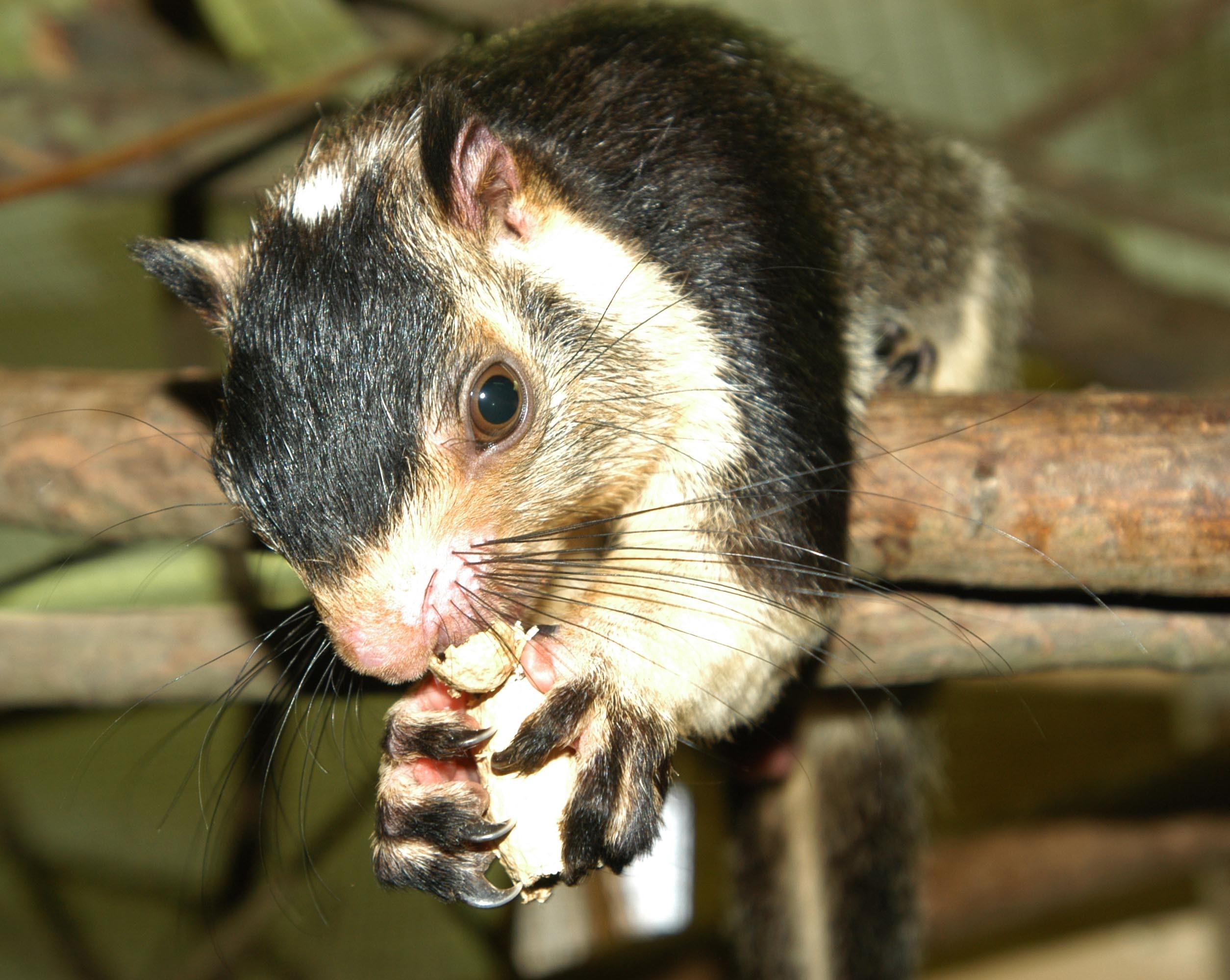

Это крупные древесные белки, обитающие в высокогорьях Центральной провинции и провинции Ува в Шри-Ланке, а также в прибрежной зоне реки Кавери и на лесистых холмах штатов Тамил-Наду и Керала в Южной Индии.

## Охранный статус
Международный союз охраны природы (МСОП) отмечает, что виду угрожает опасность из-за охоты и сокращения мест обитания. Заповедник большехвостых гигантских белок находится в городе Шривиллипуттуре, Тамил-Наду, Индия. 

## Биологическое описание
Большехвостые гигантские белки — самые маленькие из гигантских белок, обнаруженные в Индии. Общая длина тела и головы варьируется от 25 до 45 см, хвост имеет такую же длину или чуть более длинный, так что суммарная длина тела достигает 50—90 см. На небольших округлых ушах имеются заострённые кисточки. Площадь обитания одной особи составляет 1970—6110 м².

## Подвиды
В виде различают три подвида:
- R. m. macroura
- R. m. dandolena
- R. m. melanochra